# Ludo van den Maagdenberg
Ludo van den Maagdenberg (Kalmthout, 26 november 1930 – Brasschaat, 11 april 2013) was een Belgisch politicus.

## Levensloop
Beroepshalve was hij een tijdlang directeur 'Zaïrese betrekkingen' op het Belgisch ministerie van buitenlandse zaken. Hij was burgemeester van de Kempense gemeente Kalmthout gedurende twee bestuursperioden, namelijk van 1971 tot 1983. In deze hoedanigheid was hij verantwoordelijk voor de bouw van de brandtoren op de Kalmthoutse Heide (naar aanleiding van de grote heidebrand in 1976) en het gemeentelijk zwembad.
Donderdag 11 april 2013 overleed hij op 82-jarige leeftijd in het AZ Klina. De uitvaartplechtigheid vond plaats in de Heilig Hartkerk van Heuvel. Hij werd gecremeerd en kreeg een laatste rustplaats op het urnenveld van de Kalmthoutse begraafplaats.
Hij had drie kinderen.

## Eretekens
- Commandeur in de Kroonorde
- Commandeur in de Orde van Leopold II